# Пеньков, Иван Михайлович
Иван Михайлович Пеньков (1916—1983) — Гвардии старший лейтенант Рабоче-крестьянской Красной Армии, участник Великой Отечественной войны, Герой Советского Союза (1945). Командир танкового взвода 53-й гвардейской Фастовской танковой бригады (6-го гвардейского танкового корпуса, 3-й гвардейской танковой армии, 1-го Украинского фронта).

## Биография
Иван Пеньков родился 14 августа 1916 года в селе Марьевка ныне Пестравского района Самарской области в крестьянской семье. После окончания средней школы работал трактористом в машинно-тракторной станции. Член ВКП(б) с 1943 года.
В 1938 году был призван в Красную Армию. Участвовал в боях на Халхин-Голе.
На фронте во время Великой Отечественной войны с самого её начала. Воевал на Юго-Западном, Южном,Северо-Кавказском, Закавказском и 1-м Украинском фронтах. Окончил Курсы усовершенствования офицерского состава. На войне был трижды ранен и контужен.
Участвовал в Ростовской наступательной, Нальчикско-Орджоникидзевской, Краснодарской, Львовско-Сандомирской и Висло-Одерской операциях.
Пеньков отличился при форсировании Пилицы, уничтожив танк и несколько десятков гитлеровцев. В бою за Халембу, действуя из засады, успешно уничтожил 3 танка, а также множество автомобилей противника.
Указом Президиума Верховного Совета СССР от 10 апреля 1945 года за «образцовое выполнение боевых заданий командования на фронте и проявленные при этом мужество и героизм» старший лейтенант Иван Пеньков был удостоен высокого звания Героя Советского Союза с вручением ордена Ленина за номером 50146 и медали «Золотая Звезда» за номером 7512.
С 1945 года — в запасе. Работал заместителем директора в средней школе, а затем механизатором в колхозе.
Иван Пеньков скончался 4 ноября 1983 года. Похоронен в родном селе.

## Память
Его именем названа одна из улиц в селе Марьевка, а также школа, где он работал.

## Награды
Пеньков был награждён орденом Ленина, орденами Отечественной войны 1-й и 2-й степеней, медалью «За оборону Кавказа» и медалью «За победу над Германией».